# Sint-Ursmaruskerk (Lobbes)
De Collegiale Saint-Ursmaruskerk van Lobbes is een katholiek kerkgebouw gelegen in Lobbes in België. De kerk werd tussen 819 en 823 gebouwd voor de Abdij van Lobbes.
De huidige Sint-Ursmaruskerk diende niet als abdijkerk maar was bedoeld als grafkerk voor de abdij. De aanwezigheid van de relieken van de apostel Petrus in de eigenlijke abdijkerk liet niet toe dat gewone kloosterlingen (of zelfs abten) er zouden begraven worden. Daarom werd bovenop de heuvel een grafkerk gebouwd. De kerk stamt nog grotendeels uit de Karolingische tijd en kan als het oudste nog bestaande kerkgebouw van België worden beschouwd. Aan het Karolingische schip werden later een koor en een crypte in romaanse stijl toegevoegd. Ook de toren met het portaal aan de westzijde zijn van iets latere datum en sluiten aan bij de Maaslandse bouwkunst. In de 19de eeuw werd ook een vieringtoren toegevoegd. De Sint-Ursmaruskerk overleefde de afschaffing en vernieling van de abdij tijdens de Franse Revolutie en dient sindsdien als parochiekerk van Lobbes.

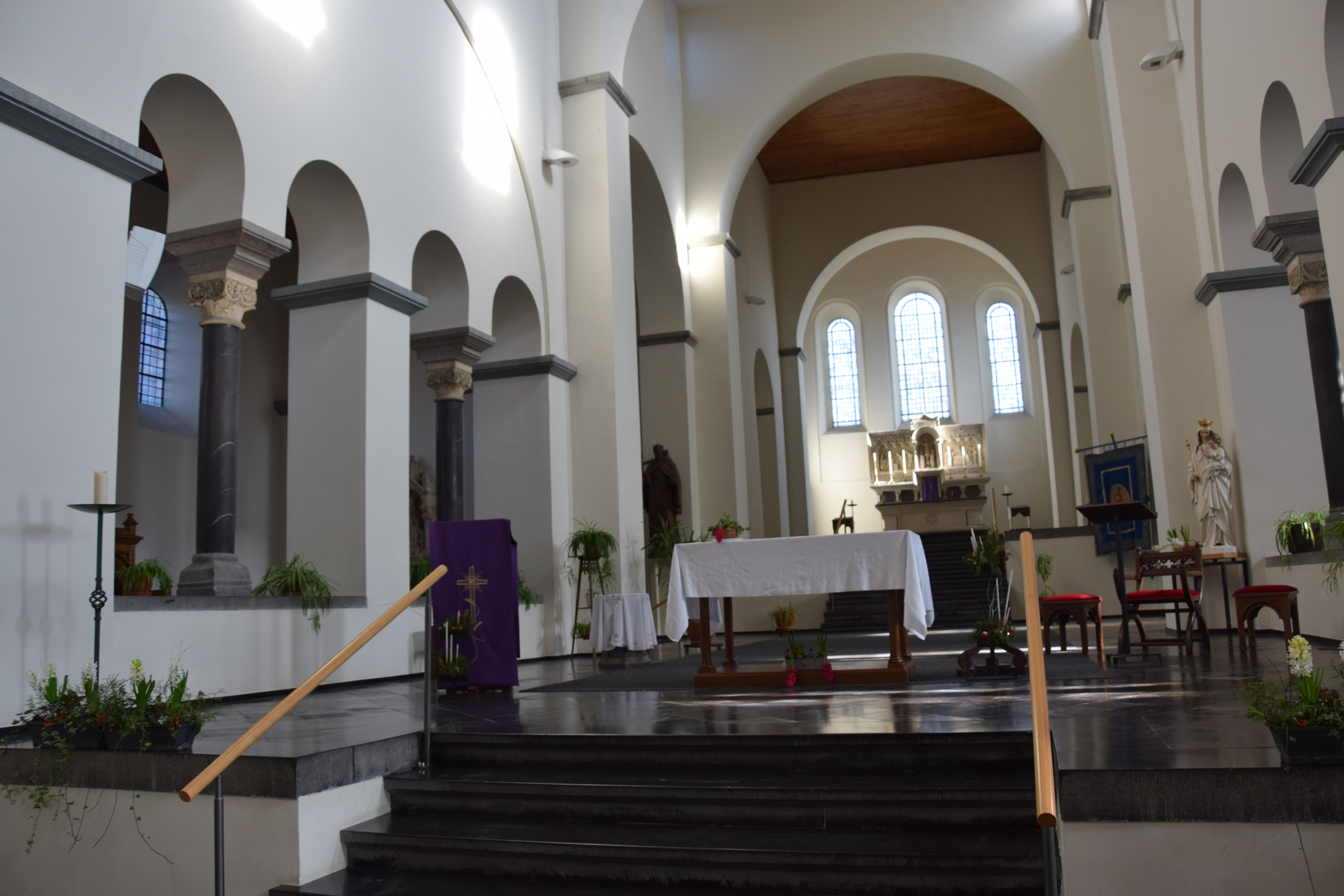
Interieur
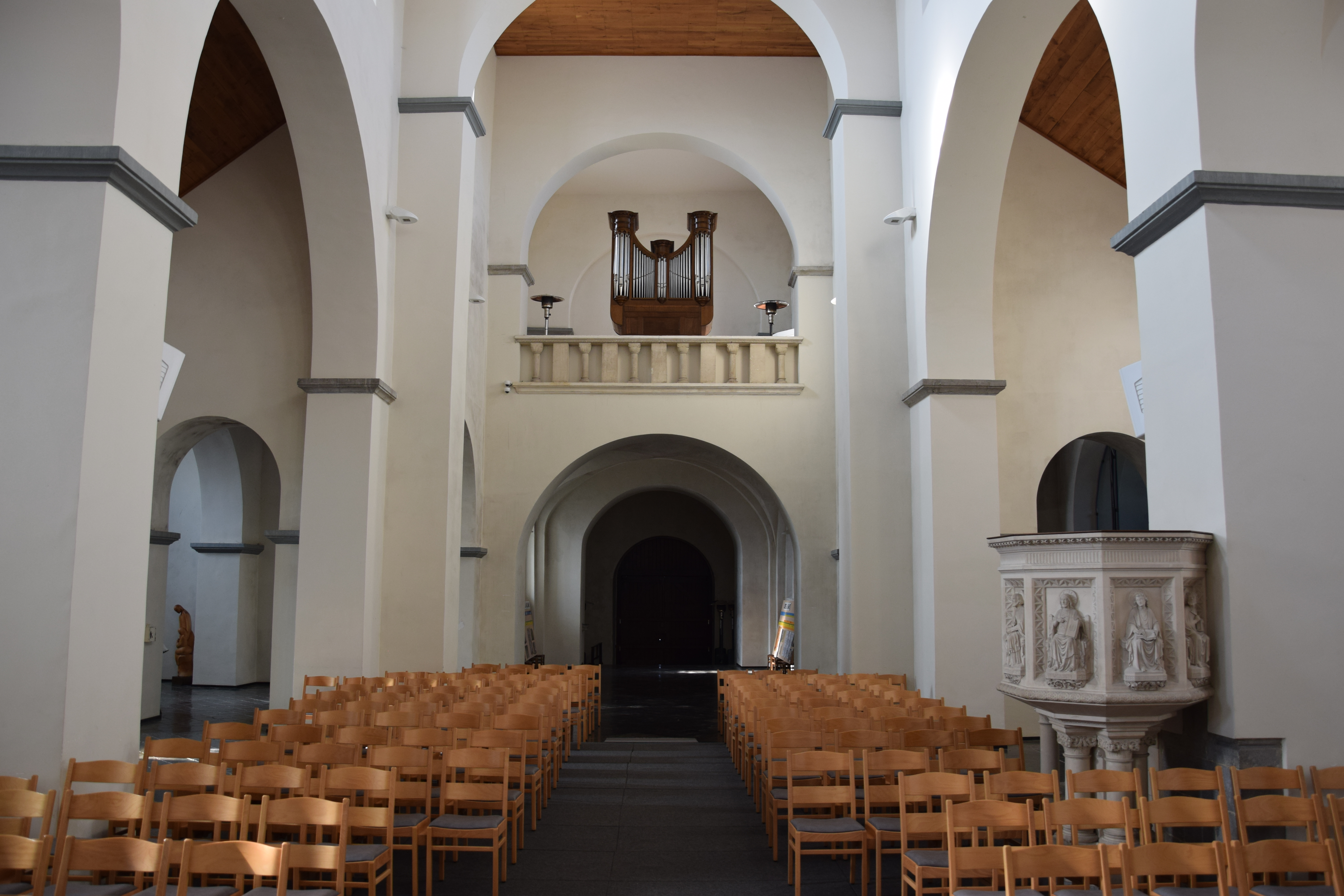
Interieur
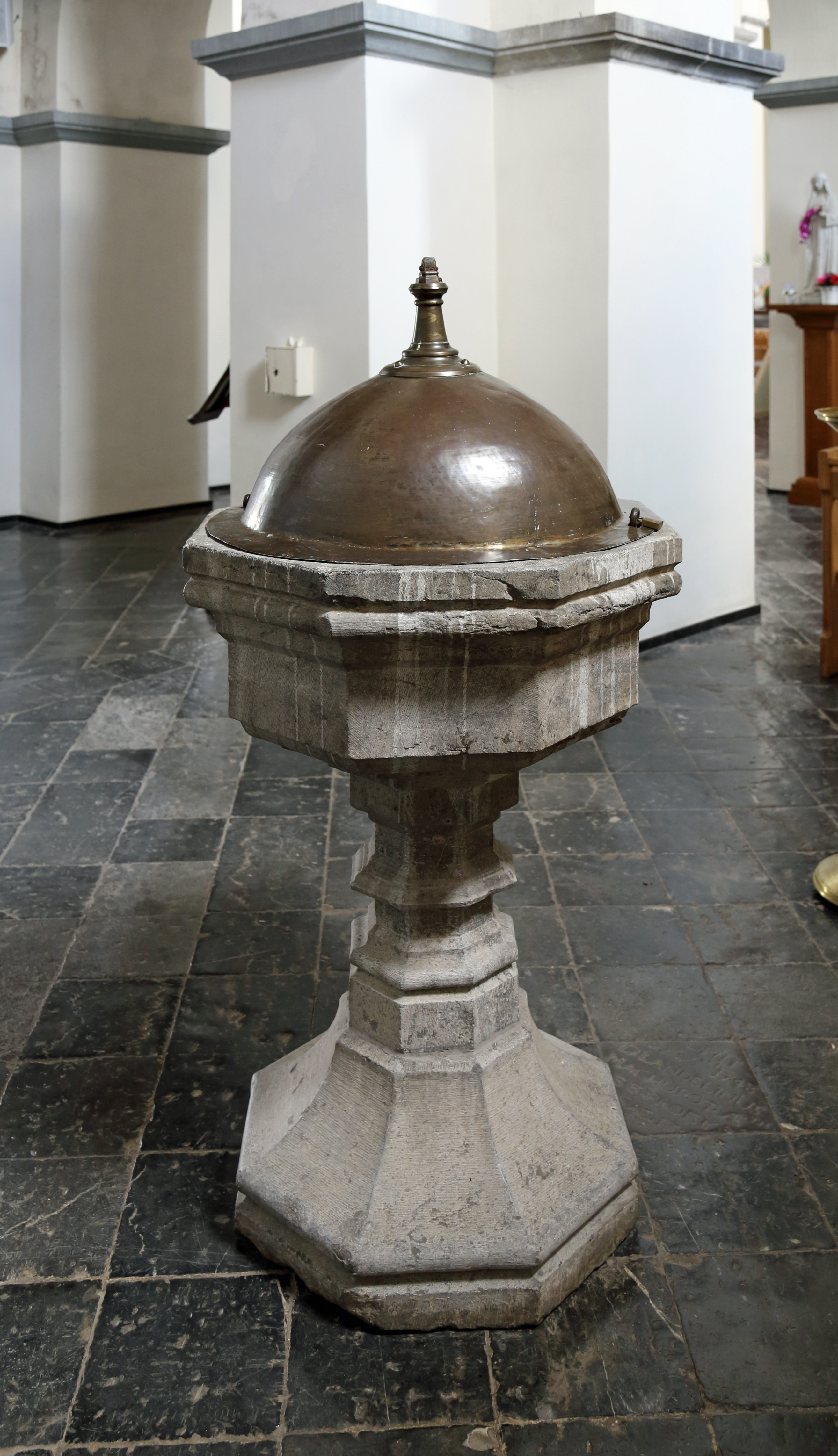
Doopvont
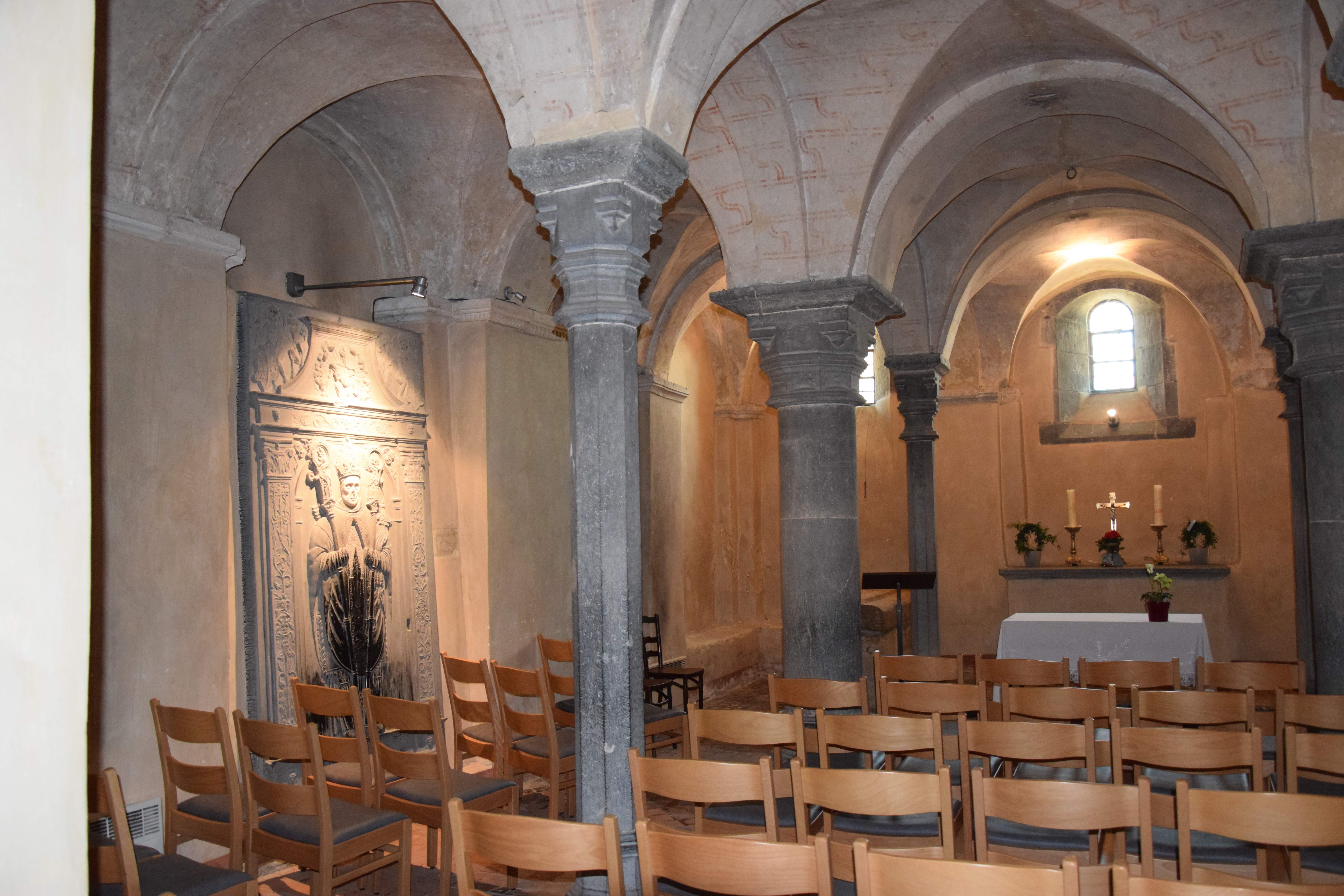
Crypte